# Anomala toliensis
Anomala toliensis är en skalbaggsart som beskrevs av Ohaus 1916. Anomala toliensis ingår i släktet Anomala och familjen Rutelidae. Inga underarter finns listade i Catalogue of Life.